# Машина различий
«Маши́на разли́чий» (англ. The Difference Engine, контекстуально верный перевод — «Разностная машина», вариант перевода — «Дифференциальный исчислитель») — фантастический роман в жанре стимпанка и альтернативной истории, опубликованный в 1990 году в соавторстве американскими писателями Брюсом Стерлингом и Уильямом Гибсоном. Характерная для жанра киберпанка тема общественных изменений под давлением информационных технологий реализована в декорациях викторианской Англии XIX века. В этом отношении роман может характеризоваться как «хардкорный киберпанк в обличье стимпанка».
По сюжету, Чарльзу Бэббиджу удалось построить на основе своей разностной машины полноценный механический компьютер, работающий на перфокартах, что привело к промышленной революции, появлению своеобразных неэлектронных аналогов интернета, хакерства и тому подобного. Сюжет «Машины различий» вращается вокруг фигуры Ады Лавлейс и её программы «Модус», представляющей интерес для противоборствующих персонажей романа; основное действие происходит в 1855 году.
Роман выдержан в поэтике постмодернизма и содержит большое число отсылок к историческим событиям и английской литературе XIX века; часть персонажей заимствована из романа «Сибилла» Бенджамина Дизраэли (который выведен в «Машине различий» под собственным именем). Подавляющее большинство критиков оценило умелую стилизацию под язык викторианской эпохи, выполненную американскими писателями; в то же время низкие оценки получила банальность фабулы и оборванные сюжетные линии. Несмотря на многочисленные номинации, роман не получил ни одной литературной премии. Тем не менее критики XXI века подчёркивают, что У. Гибсон и Б. Стерлинг своим романом определили границы стимпанковского субжанра и наметили основные векторы его развития.

## Сюжет

### Фантастический мир
Основное действие романа разворачивается в альтернативно-историческом Лондоне 1855 года. Сюжет разбит на пять «итераций», дополняемых финальным «Модусом», и включает три основные линии, к которым привязаны главные герои — авантюристка Сибил Джерард, учёный-палеонтолог Эдвард Мэллори и журналист-разведчик Лоренс Олифант — реальное историческое лицо.
Роман назван по устройству Чарльза Бэббиджа — разностной машине. Точка развилки с исторической реальностью относится к 1830-м годам, когда по сюжету Бэббидж не только построил действующий механический компьютер, программируемый от перфокарт, но и значение этих устройств было тут же осознано правительством, полицией и промышленниками. Иными словами, в этом мире век информатизации начался одновременно и параллельно с индустриальной революцией. К моменту действия романа викторианский мир полностью компьютеризирован, обеспечив мировое первенство Великобритании. Режим тори во главе с диктатором герцогом Веллингтоном свергнут, а к власти пришла Партия промышленных радикалов (левые виги) во главе с лордом Байроном. Монархия была сохранена, королева Виктория унаследовала трон, но в стране произошла форсированная индустриализация и создаётся «паровое общество контроля»: каждый подданный Великобритании имеет индекс, занесённый в память центрального механического компьютера. Выдающиеся учёные — такие как Дарвин, Гальтон, сам Бэббидж — получают титулы лордов и реальную власть. Однако быстрая индустриализация приводит к деградации природной и городской среды: в разгар действия романа Лондон накрывает «великое зловоние». Основное действие разворачивается вокруг программы «Модус», написанной дочерью Байрона — леди Адой Лавлейс. Алгоритм этой программы основан на открытой и доказанной ею теореме Гёделя.
Британская империя в мире технократов-радикалов стала ещё более могущественной, и с ней может соперничать только Франция, захватившая Мексику. На территории Северной Америки располагаются целых четыре слабых образования: Союз, Конфедерация, Республика Техас и Калифорния, не считая индейских племён. Крымская война против России явно перешла в затяжную фазу, судя по упоминаниям солдат-отпускников. Карл Маркс захватил Манхэттен, провозгласив там Коммуну, тогда как Фридрих Энгельс стал крупнейшим манчестерским фабрикантом и удостоился титула лорда. «Великий голод» в Ирландии, как и в реальности, продолжался несколько лет подряд, но привёл к позитивным последствиям. Лорд Байрон ввёл на острове чрезвычайное положение и развернул грандиозную спасательную операцию, окончательно привязав симпатии Ирландии к англичанам: «У них долгая память, у ирландцев, они никогда не забывают добра».

### Итерация первая: «Ангел Голиада»
Действие начинается в январе 1855 года в Лондоне, когда куртизанка-кокни Сибил Джерард встречает Мика Рэдли. Она — дочь луддита Уолтера Джерарда, повешенного после прихода к власти радикалов-технократов; Мик — последователь её отца. Рэдли соблазняет девушку перспективой стать международной авантюристкой, сменить личность и поселиться в Париже, сам Мик сопровождает генерала Хьюстона, свергнутого президента Техаса, выступающего с зажигательными речами. Рэдли передаёт Сибил коробку перфокарт, которую необходимо доставить в Париж; она воспринимает это как шанс уйти с панели и забыть о гибели отца. Накануне отъезда некий рейнджер врывается в гостиничный номер, стреляет в генерала, тяжело ранив его, и убивает Мика. Сибил, несмотря ни на что, отправляется во Францию, прихватив бриллианты, которые Хьюстон хранил в полой трости.

### Итерация вторая: «Дерби»
Главный герой — палеонтолог Эдвард Мэллори, только что вернувшийся из Вайоминга после успешных раскопок и доставивший в Британский музей «Левиафана Мэллори» — целый скелет бронтозавра. Вместе с другом и младшим братом он отправляется в Дерби, где проводятся состязания гоночных паромобилей. Конструктор машины «Зефир» убеждает Мэллори взять у него 10 фунтов стерлингов и поставить на его творение, а деньги после победы разделить. Под влиянием момента Мэллори ставит дополнительно 40 фунтов — свой гонорар за экспедицию, и выигрывает пятьсот, что составляет небольшое состояние. Тут же он вмешивается, когда видит, что молодая дама пытается удержать в коляске леди под вуалью и бьёт её; этому явно не препятствует громила-кучер. Эдвард — бывший чемпион по боксу, поэтому справился с агрессивным возницей; спасённая оказывается Адой Лавлейс — дочерью премьер-министра, «королевой вычислительных машин» — главным теоретиком военно-промышленной мощи Британии. Леди Ада вручила Мэллори ларец с перфокартами и скрылась в Королевской ложе, куда учёного не пустили охранники.

### Итерация третья: «Плащ и кинжал»
Мэллори, проживающему во Дворце палеонтологии, наносит визит некий журналист Лоренс Олифант. Он даёт понять, что знает тайну самого Мэллори и его коллеги-соперника профессора Радвика — они занимались контрабандой оружия под прикрытием Комиссии свободной торговли Королевского общества. Радвик убит в Лондоне тем же рейнджером, который ранил Хьюстона: это месть за то, что британцы продали оружие шайеннам, что только усилит войну между североамериканскими государствами. Далее Мэллори встречается с Томасом Гексли в Музее практической геологии, беседуя с ним об униформизме и катастрофизме. На улице Эдвард опознаёт одного из нападавших на леди Аду, а далее, по дороге к Олифанту, на него в свою очередь нападают двое громил. Однако учёный привык на Диком Западе ко всякому и носит с собой револьвер. Вскоре он получает угрожающее письмо за подписью некоего «капитана Свинга»; Мэллори приходит к выводу, что это тот же тип, который охотился на леди Аду на дерби, и его целью является ларец с перфокартами. После ранения на улице Мэллори находит приют и лечение в доме Олифанта, где в это время находились японские дипломаты, которые продемонстрировали Эдварду построенную в их стране женщину-робота. Олифант, находящийся на разведывательной службе, прикрепил к Мэллори охранника — инспектора Фрейзера с Боу-стрит. Однако это не помешало устроить поджог в комнате геолога во Дворце палеонтологии. Тогда Эдвард спрятал перфокарты в черепе бронтозавра, замазав трещину гипсом; письмо об этом он отправил леди Аде Лавлейс.
Имея свободные деньги, Мэллори решил устроить загул: случайно это совпало с началом «Великого зловония» — небо над Лондоном поменяло цвет, а рабочие метрополитена объявили забастовку, так как в подземных туннелях стало нечем дышать. Фрейзер предложил Мэллори пройти в Сады Челси, но на улице они столкнулись с бандой мальчишек, грабящих магазин. Эбенезер Фрейзер ранен, Эдвард доставил его в полицейский участок и ожидал, пока ему окажут первую помощь.

### Итерация четвёртая: «Семь проклятий»
В Садах Челси Мэллори выпил дрянного виски и познакомился со статной молодой женщиной, у которой была «изумительная фигура», но некрасивое лицо с длинной челюстью и большим ртом. Хетти работает натурщицей и по вечерам ублажает джентльменов. Когда они с Эдвардом приходят к ней в Уайтчепел, выясняется, что соседкой и коллегой Хетти по ремеслу была Сибил Джерард. Проведя с Хетти некоторое время и воспользовавшись её услугами за соверен, Мэллори не захотел оставаться до утра и оказался в центре социального катаклизма. Эдварда чуть не застрелил нервный владелец магазина и ему пришлось отбиваться от разъярённой толпы. Далее он наткнулся на расклейщиков плакатов, где фигурирует имя самого Мэллори: афиши вручил им капитан Свинг. Во Дворце палеонтологии дурные вести приносит старший брат Мэллори Брайан — какой-то пройдоха прислал письмо жениху их сестры, обвинив её в безнравственности, что завершилось разрывом помолвки. Новость разъярила Мэллори, он призвал обоих своих братьев, оправившегося Фрейзера, и отправляется искать «капитана». Во время их поисков распространяется новость о смерти премьер-министра лорда Байрона. Оборванных и грязных мстителей принимают за анархистов и пускают на большое сборище всяких асоциальных элементов, на котором председательствует леди Флоренс Бартлетт — сообщница Свинга, та самая, что издевалась над леди Адой в коляске. После очередной потасовки и поджога хлопкового склада к компании Мэллори выходит лично капитан Свинг под белым флагом, требуя отдать ему перфокарты из ларца леди Лавлейс. В момент, когда Мэллори ранит капитана, а Фрейзер надевает на него наручники, удушающий смог над Лондоном смывает ливень.
Четырёхстраничное отступление относится к 1908 году: Мэллори дожил до 83 лет и стал президентом Королевского общества. Галлюцинаторный поток сознания представляет две альтернативных версии его кончины от апоплексического удара.

### Итерация пятая: «Всевидящее Око»
Действие самой короткой итерации начинается 12 ноября 1855 года, главный герой её — Лоренс Олифант. От ареста капитана Свинга и смерти лорда Байрона прошло около полугода. Новым главой правительства стал лорд Брюнель, охотой за тайными луддитами занимается лорд Чарльз Эгремонт — глава Отдела криминальной статистики; Олифант, видимо, занятый контролем над иностранными дипломатами, сопровождает Мори Аринори. Параллельно Олифант расследует смерть Мика Рэдли и выходит на след Сибил, которая обосновалась в Кале под фамилией Турнашон; выясняется, что у неё был ребёнок от лорда Эгремонта. Вернувшись в Лондон, Олифант ловит Флоренс Бартлетт и отбирает у неё письмо Мэллори леди Аде и ларец с перфокартами, которые запирает в свой сейф. Сведения, полученные от Сибиллы, Мори Аринори передаёт лорду в запечатанном конверте; по-видимому, это требование о его отставке.

### «Модус»
Роман завершается бриколажем разнообразных фрагментов газетных статей, интервью и писем. Как из мозаики, складываются последующие судьбы мира и некоторых персонажей, а также становится ясна предыстория некоторых эпизодов. Так, в 1864 году Чарльз Бэббидж доработал свою разностную машину до полноценной аналитической машины. Президент-изгнанник Хьюстон умер в Мексике в 1870 году. Фрагмент от 1857 года повествует о параноидальном страхе Олифанта перед «„всевидящим оком“, которым мы все исчислены, как и наши минуты и каждый волос на головах наших». Он передаёт Джону Китсу перфокарты из таинственного ларца, заляпанного кусочками гипса. Спустя три года (в 1860 году) Олифант удалился в Саскуэханнский фаланстер, основанный профессором Кольриджем и преподобным Вордсвортом — «этими достойными изгнанниками». В «Модусе» описывается парижское выступление леди Ады, в котором она сообщает о разработке метода самореферентности, что приведёт Машину к «способности осознать свою жизнь — если только сумеет взглянуть сама на себя». Леди сопровождает седобородый телохранитель Фрейзер. У выхода они встречают Сибил Турнашон, подарившую леди кольцо с бриллиантом; здесь же выясняется, что главной целью телохранителя является держать леди как можно дальше от Англии. Таково задание «иерарха» Общества света, которым является Мэллори. В финале леди Ада созерцает в зеркале Лондон 1991 года, в котором Машина обретает самосознание:

…автокаталитическое древо — почти-живущее, вплетая корни мыслей в жирный перегной собственных сброшенных, как листья, отражений, ветвящееся мириадами молний всё выше и выше, к сокровенному свету прозрения.

Умирая, чтобы родиться.

Свет ярок,

Свет чист;

Око должно наконец узреть себя;

Я должен узреть себя…

Я вижу:

Я вижу,

Я вижу

Я

!

## Литературные особенности

### История создания. Авторский взгляд
Брюс Стерлинг и Уильям Гибсон раскрыли некоторые подробности замысла и обстоятельств написания «Машины различий» в послесловии к юбилейному переизданию 2011 года. Создание романа заняло семь лет, как из-за ошибочного представления, что соавторство вдвое сокращает усилия («на самом деле оно удваивает их»), так и из-за непонимания соавторами «кто пишет книгу и с какой целью». Работа началась полным ходом тогда, когда авторы определились, что рассказчик — компьютер. Работа шла по специальному протоколу, разработанному Б. Стерлингом: написанные части рассматривались обоими соавторами. Отбракованные фрагменты образовали финальный «Модус». Авторы жили в разных городах и обменивались дискетами с текстовыми файлами, отправляемыми друг другу курьерской доставкой FedEx. Прототипы Интернета уже существовали во второй половине 1980-х годов, однако Стерлинг и Гибсон только однажды попытались передать данные по телефонной линии между Остином и Ванкувером между компьютерами Apple II, но тщетно. Иногда соавторы обменивались текстами по факсу. Каждый из соавторов мог изменить любой фрагмент текста в любое время, но только поверх текущей версии; вставки в написанное запрещались. Текст превращался в нечто «текучее и пластичное». Именно Брюс Стерлинг работал с викторианскими источниками, которые ему выдавались на дом из университетской библиотеки.
Соавторы исходили из того, что они вещают через «Нарратрон» — компьютер-рассказчик, тот самый, который в финальном абзаце обретает сознание. То есть «Машина различий» — киберпанковский текст, единое повествование о том, что компьютерная обработка делает с «текстурой истории», над которой осуществляется деконструкция и рекомпозиция. Философия романа базируется на тезисе, что будущее представлено в настоящем, но не проявлено, а прошлое — это уже совершившееся будущее. Компьютер-рассказчик — это свидетель собственного опыта: «слепоглухонемой бестелесный бесполый неподвижный банк данных, обладающий бесконечным терпением». Романисты осознавали, что работают и в историческом жанре, пытаясь «вдохнуть жизнь в разрозненные осколки забытой эпохи». «Нарратрон» разоблачается в самом конце, когда повествование разваливается на очень приблизительно связанные между собой фрагменты — анекдотов, сценариев, стихотворений, газетных заметок, транскрипции звукозаписи, и прочего.
Профессор Мэтью Киршенбаум (Университет Мэриленда) специально рассмотрел процесс письма, практикуемый Гибсоном и Стерлингом. Рукопись предыдущего романа У. Гибсона «Нейромант» печаталась на пишущей машинке, так как автор не мог позволить себе купить компьютер. Более того, в интервью писатель неоднократно заявлял, что преимуществом в создании и описании фантастической технологии киберпространства было его невежество в компьютерных науках. Собственный компьютер Apple IIc и матричный принтер появились в его распоряжении лишь в 1986 году. В интервью он сообщил, что вместо «ожидаемого экзотического кристалла» обрёл механизм, вызывающий «викторианские ассоциации», ибо жёсткий диск издавал звуки, подобные «скрипучему старому проигрывателю». Брюс Стерлинг пользовался такой же моделью персонального компьютера с 1984 года, и сразу же оценил преимущества текстовых редакторов для писателя, так как «типографские ошибки теперь не имели ни малейшего значения».
Австралийский исследователь Эндрю Энстис усматривал в романе некоторые следы транскультурного опыта У. Гибсона, эмигрировавшего в Канаду в 1968 году, как и многие американцы, недовольные войной во Вьетнаме. Он отошёл от «американского эгоцентризма», однако в Ванкувере одинаково сильны опасения по «поводу всепроникающего влияния близкородственных американцев» и недоверие к японцам, отделённым от Западного побережья Тихим океаном. Кроме того, именно в Канаде распространён страх утраты гражданской и личной идентичности под отчуждающим давлением корпоративных структур. В содержательном отношении «Машина…» продолжила темы «Нейроманта» — правительство продвигает многофункциональные информационные сети, посредством которых осуществляется слежка и контроль над населением; правительству противостоят сетевые структуры инакомыслящих, которые паразитируют на узлах системы или пытаются использовать её в своих целях. В известном смысле схожи и финалы двух романов — искусственный интеллект «умирает, чтобы родиться», одним фактом своего появления на свет обнуляя человечество, ибо субъект не имеет для нового машинного сознания никакого значения. Напротив, по мнению В. Владимирского, главное фантастическое допущение свойственно именно литературному мышлению Б. Стерлинга: в мире существуют люди и организации, умеющие ориентироваться «в океане вероятностей». В романе активно действуют «кукловоды, таящиеся в тени», благодаря чутью, таланту и интеллекту они направляют стохастические процессы в нужное им русло. Чаще всего это одиночки с авантюрным складом характера. Для творчества Б. Стерлинга характерен и такой приём: «настоящие герои и злодеи, победители и побеждённые» остаются неизвестными широкой публике, «в финале их не ждёт ни слава, ни проклятия». В задачу автора не входит разоблачение манипуляторов, а «резать правду-матку занятие бессмысленное»: до истины докопаться невозможно, можно донести до окружающих лишь своё собственное видение реальности.

### Временно́й контекст романа. «Медиаархеология»
Один из первых рецензентов романа Брайан Макхейл (Университет Тель-Авива) отмечал, что в «Машине различий» применена новаторская стратегия исторического письма, находящаяся всецело в пределах стратегий постмодернизма. Авторы исследуют «разрыв времени»: расхождение между прошлым, которое могло бы быть, настоящим, которое нас окружает, и вероятным будущим — продолжающим как альтернативное прошлое, так и знакомую нам реальность. Жанр можно охарактеризовать как «историографическую метафантастику» (примерами его служат «Имя розы» или «Женщина французского лейтенанта»). Литературный мир Гибсона и Стерлинга удобно исследовать с позиции марксистской методологии Фредрика Джеймисона: «фантастика начинается там, где заканчивается историческое повествование». Б. Макхейл утверждает, что главной задачей «Машины различий» являлась «историзация нашего настоящего, переосмысленного как альтернативное будущее для прошлого, которого никогда не было». Примерно так же рассуждает Маргарет Роуз (Алгонкин-колледж), говоря о методах исследования стимпанка как литературного явления. С точки зрения исследовательницы, даже пародийные элементы в стимпанковских текстах представляют «игривую почтительность», так как викторианская эпоха удовлетворяет потребность авторов и читателей в мире, в котором существуют фундаментальные ценности, такие как сциентизм, рационализм и утопизм. В этом плане стимпанк нацелен на «соединение прошлого и будущего воедино».
Японский исследователь Такаюки Тацуми отмечал, что после выхода в свет «Машины различий» в 1990 году значительная часть критиков и поклонники киберпанка оказались в недоумении от выбора тематики романа. Выход в свет перевода на японский язык, выполненного Хисаси Курома в 1991 году, совпал с появлением на экранах фильма «Назад в будущее 3», отражавшего общую тенденцию творчества киберпанков того времени, которые от продвинутых технологий обратились к проблемам исторического развития. Как известно, главный герой фильма — безумный учёный профессор Браун, — оказавшись в XIX веке, сумел построить машину времени на паровом ходу, и из 1885 года вернуться в 1985-й. Публикация «Машины различий» совпала с выходом «Парка юрского периода» М. Крайтона, что глубоко не случайно, ибо в обеих книгах отражён интерес к теории хаоса как инструменту реконструкции реальности. Совпадают и матрицы литературного мира: у Стерлинга и Гибсона — «археология искусственного интеллекта в викторианстве», у Крайтона — «технологизации палеонтологии в постмодернистском тематическом парке». Как раз в начале 1990-х годов в гуманитарной науке США господствующими течениями были новый историзм и постколониализм.
В связи с технологическим подъёмом Японии, тема Страны восходящего солнца достаточно широко представлена в «Машине различий». Лоренс Олифант принимает в своём доме Фукудзаву Юкити и Мори Аринори, которые стремятся получить паровой вычислитель для Его величества микадо, а с собой привезли автомат в виде женщины-служанки, полностью японской разработки:

В локте и в запястье марионетки размещались скрытые просторным одеянием шарниры; она разливала виски с мягким шорохом скользящих тросиков и приглушенным деревянным пощелкиванием.

— Очень похоже на станок Модзли с машинным управлением, — заметил Мэллори. — Это оттуда её срисовали?

— Нет, — качнул головой Олифант, — продукт полностью местный. — (Мистер Мацуки передавал по столу маленькие керамические чашечки с виски.) — В ней нет ни кусочка металла — только бамбук, плетёный конский волос и пружины из китового уса.
Из дальнейшего диалога следует, что именно британцы, а не американцы, открыли Японию для внешнего мира, а романный Фукудзава Юкити гордо провозглашает: «Мы с вами будем союзниками. — Азиатская Британия принесёт цивилизацию и просвещение всем народам Азии». Это характерная для романного мира инверсия, ибо Гибсон и Стерлинг, будучи уроженцами американского Юга, оттеснили США на периферию мировой истории.
Литературовед Роджер Уитсон (Университет Флориды) определял метод, на основе которого писалась «Машина различий», как «медиаархеологию». Суть его заключается в том, что воспринимаемая писателем и читателем реальность («то, что есть») погружена в бесконечное вероятностное поле, составляющие которого («что, если») испытывают дефицит субстанциональности в результате случайности, в том числе определённых действий и бездействия субъектов в каждый прошедший момент времени. Более того, с течением времени этот процесс всё более опосредуется через нечеловеческие технологические процессы, также погружённые во временную среду. Финал «Машины различий» иллюстрирует завершение серии алгоритмических итераций, в результате которых у механического искусственного интеллекта пробуждается самосознание. Согласно Р. Уитсону, в «Машине различий» осуществляется «совпадение истории Джеймисона с реальностью Лакана». Согласно Ф. Джеймисону, история возможна для человеческого восприятия только в текстовой форме, соответственно, и подход человеческого сознания к реальности проходит предварительную текстуализацию, реальность есть «нарративизация в политическом бессознательном». Нарратрон Гибсона и Стерлинга — это аппарат текстуализации, который позволил воплотиться в жизнь альтернативной истории. Текст в философии Джеймисона позволяет разрешать неразрешимые социальные противоречия, «поощряя и увековечивая иллюзию», в романе Гибсона и Стерлинга текст превращается в текстуру. Р. Уитсон поясняет это на примере сцены, в которой палеонтолог Мэллори идёт в Бюро количественной криминологии. «Пюпитры для письма, выпрыгивавшие из стен под действием хитроумных шарниров, были лишь малой частью наисовременнейшей конторской системы, включавшей в себя стойки для газет, зажимы для писем, огромные картотечные шкафы, каталоги, шифровальные книги, клакерские руководства, хитроумный, со многими циферблатами хронометр, три телеграфных аппарата, чьи позолоченные иглы выщёлкивали букву за буквой, и перфораторы, деловито пробивающие ленту». Мэллори не замечает людей: техника вне- и бесчеловечна, сотрудники отдела — такие же стандартизированные и взаимозаменяемые единицы, как и личности, зашифрованные в наборах перфокарт, и подлежащие контролю и наблюдению. Таким же предстаёт и мистер Уэйкфилд, «повелевающий» этой машинерией: «В сырую погоду портится смазка, а в сухую — работающая машина создаёт небольшой лейденский заряд, притягивающий всякую пыль и грязь. Сцепления заедает, перфокарты липнут к загрузчикам. Мы давно уже поняли, что никакие предосторожности, касающиеся чистоты, температуры и влажности, не могут быть чрезмерными. Даже наши бисквиты к чаю пекут особо, чтобы снизить риск крошек!».
Каждая итерация романа начинается с компьютерной фиксации некоего события. Первая открывается «композитным изображением, оптически закодированным аэропланом сопровождения трансканального дирижабля „Лорд Брюнель“»; вторая — «объектив выхватил часть лица» Эдварда Мэллори; третья — Мэллори на лестнице Дворца палеонтологии; четвёртая — «патриотическая мемориальная табличка» об умершем лорде Байроне; и пятая — Лоренс Олифант, запечатлённый фотоаппаратом Отдела криминальной антропометрии. Наиболее откровенно метаданные представлены в экспозиции первой итерации: «Руки состоят из сухожилий, тканей, сочленённых суставами костей. Время и незримые информационные процессы сплели из микроскопических волокон клеточного материала женщину» (Сибил Джерард на склоне своих дней в 1905 году). То есть история XIX века предстаёт в романе лишь как архивная симуляция искусственного интеллекта, кодирующего огромные объёмы данных. Текст романа представляет собой серию саморефлексивных итераций, не позволяя понять, где хранятся данные, составляющие роман, и когда именно программа приняла именно это, а не другое решение, как в сцене двух альтернативных смертей Мэллори. Согласно Э. Энстису, финал романа абсолютно безысходный, ибо узревшее самое себя Око представляет мир, «в котором нет ни центра, ни окраин, ни политической, ни экономической власти, за которую стоит побороться, ни даже ошмётков человеческих структур, — одно только новое искусственное сознание, порождение коллективного человечества».

### Чарльз Бэббидж и Карл Маркс в романном мире
Одним из второстепенных сюжетов, привлекавших внимание исследователей «Машины различий», стало появление на его страницах упоминаний о Карле Марксе. Ник Дайер-Уидефорд описывал это в следующей терминологии: «данная стимпанк-фантазия — это одновременно научная фантастика и исторический роман, повествующий ни о прошлом, ни о будущем, но, скорее, дающий отстранённый портрет нашего настоящего на пороге XXI века». Отталкиваясь от факта, что в 1850-е годы Маркс работал иностранным корреспондентом газеты «New York Daily Tribune», Гибсон и Стерлинг устроили его «переезд» за океан, после чего марксисты во главе со своим вождём захватили власть в крупнейшем городе Нового Света, провозгласив «Манхэттенскую коммуну». Коммунары образовали центр инакомыслия и вооружённого сопротивления в глобальном масштабе, центр притяжения для луддитов, «клакеров-ренегатов» (клакерами в романном мире именуют хакеров и программистов вообще), анархистов, людей искусства и вообще пролетариев, замученных трудом на фабриках Европы.
Авторы романа основывались на противопоставлении «капиталиста-промышленника-компьютерщика» Бэббиджа и вождя революционеров Маркса, утверждая, что оно может быть однозначно доказано материалами исторических архивов нашей реальности. Как показало исследование С. Шаффера, Бэббидж не являлся изобретателем-одиночкой, входя в круг радикальных утилитаристов братьев Бентамов, членами которого были и Марк Брюнель, и Генри Модсли, которые очень серьёзно относились к научному осмыслению и разработке зарождавшегося индустриального капитализма. У самого Бэббиджа имелся выдержанный в рикардианском духе труд «Экономика машин и производства», в известном смысле предвосхищающий научный менеджмент Тейлора. Более того, согласно Н. Дайер-Уидефорду, Бэббидж стремился максимально сократить и в конечном счёте исключить из производства человеческий фактор — источник недисциплинированности, ошибок и конфликтов. В философском плане круг Бентамов — Бэббиджа стремился привлечь теоретическую науку на службу производства, подчиняющегося новому классу управленцев-аналитиков. Они должны были стать новой элитой, получив в награду политическую власть в той форме, которая существовала в Великобритании — пэрство, места в Парламенте и правительстве. Мировоззрение Бэббиджа сочетало «максимизацию капиталистической прибыли» и богословские устремления: по-видимому, он стремился использовать машинный интеллект для познания Божьих замыслов.
Карл Маркс читал работы Бэббиджа в контексте изучения индустриализации, когда «буржуазия стремится подчинить себе непокорный пролетариат». Ссылки на Бэббиджа появляются в главе 13 первого тома «Капитала» («Машины и крупная промышленность»), где в основном цитируется коллега Бэббиджа Юр, выведший формулу «когда капитал поставит на службу науку, непокорная рука труда будет всегда учить послушанию». По Марксу, перенесение функций рабочего на машину придаёт классовому конфликту форму борьбы между рабочим и машиной. Ссылки на Бэббиджа появляются и в третьем томе «Капитала», где мельком упоминается «всеобщий интеллект», в том числе и автоматических машин, которые будут выводить рабочих из заводских цехов и транспортных сетей. То есть там, где Бэббидж видел научную консолидацию рыночных отношений, ведущих к общественному благу, Маркс рассуждал о подрыве капиталистических отношений по причине в том числе автоматизации производства. В конце своего посещения отдела количественной криминологии романный Эдвард Мэллори слышит от его начальника Уэйкфилда, что «в клакерстве потребности пользователя всегда превышают мощность доступной машины. Это — почти закон природы!». На это палеонтолог ответил: «Возможно, это и закон… какого-то уголка природы, нам ещё не известного». Как выразился Р. Уайтсон, здесь Гибсон и Стерлинг «подмигивают» квалифицированному читателю, ибо отсылают к выведенному Марксом закону накопления капитала: капиталистическая экономика стремится к постоянному увеличению суммы прибавочной стоимости.

### Луддиты и будущее
Николас Спенсер (Университет Небраски) рассматривал «Машину различий» как киберпанковский текст в едином с «Нейромантом» контексте. В «Нейроманте» представлена картина постполитического мира будущего, в котором предметом борьбы являются передовые технологии, а «технологический дефицит» эквивалентен проигрышу в войне и политическому распаду, то есть транснациональные структуры обладают «технополитической» властью. Им противостоят повстанцы-хакеры, которые пытаются сохранить технологии, но разрушить тоталитарные структуры. В этом плане «Машина различий» может рассматриваться как описание предыстории мира «Нейроманта», причём более совершенное в литературном отношении, так как реальность предыдущего романа статична. В данном контексте образ луддитов необходим для исследования разных вариантов человеческой реакции на всевластие технополитических элит.
В литературной реальности «Машины…» потерпели поражение традиционалисты: аристократы круга герцога Веллингтона и повстанцы-луддиты, протестующие против индустриальной отчуждающей нивелировки. Действие романа происходит через поколение после этих событий, а сюжет запускается встречей дэнди Мика Рэдли и Сибил Джерард — персонажей, заимствованных из романа Б. Дизраэли «Сибилла» (1845). Мик — бывший активист луддизма, Сибил — дочь лидера луддитов Уолтера Джерарда. Сибил предстоит доставить на материк программу «Модус» для некоей Les Fils de Vaucanson — группы французских луддитов, противостоящих «Гран Наполеону», очевидно, континентальному аналогу разностных машин Лондона. Впрочем, далее выясняется, что Мику досталась фальшивая стопка перфокарт, тогда как создательница «Модуса» Ада Байрон передала программу Эдварду Мэллори. Практически весь сюжет романа раскручивается вокруг попыток разных противоборствующих группировок получить «Модус» в свои руки. Одна из этих группировок возглавляется «капитаном Свингом», по-видимому, связанным с Манхэттенской коммуной. Во время «Великого зловония» Свинг попытался поднять лондонское дно на восстание против промышленников лорда Байрона. В конце концов «Модус» достаётся разведчику Лоренсу Олифанту, но он религиозен и опасается всевидящего Ока, воплощением которого выступает система разностных машин, следящих за всеми британцами. В конце концов Олифант, покидая Британию, передаёт «Модус» клакеру Джону Китсу. В финале романа выясняется, что «Модус» достиг адресата, и «Гран Наполеон» парализован. Дальнейшее развитие этой технологии приведёт Машину к самосознанию, что и происходит в 1991 году.
Н. Спенсер отмечает, что сюжет «Машины различий» недвусмысленно прославляет технику и осуждает луддизм как проявление невежества и реакционности. Сами описания технологических чудес Британии направлены на то, чтобы наглядно продемонстрировать нелепость фантазий лидеров луддитов, мечтающих о пасторальной Англии «без пара». Даже Мик Рэдли, очевидно, отошёл от идеалов отца Сибил и перешёл на позиции промышленников-радикалов:

Твой отец мёртв, девочка! Не хотелось бы делать тебе больно, но луддиты мертвы, как прогоревшая и остывшая зола. Ну да, мы устраивали демонстрации и надрывали глотки, боролись за права трудящихся и прочее в этом роде, но всё это были слова. А пока мы сочиняли листовки, лорд Чарльз Бэббидж чертил чертежи, по которым был построен сегодняшний мир!.. Люди Байрона, люди Бэббиджа, промышленные радикалы… — Им принадлежит Великобритания! Им принадлежим мы со всеми нашими потрохами, девочка. Весь земной шар у их ног — Европа, Америка, что там ещё. Палата лордов под завязку набита радикалами. Королева Виктория и шагу не сделает без одобрения учёных и капиталистов. И нет, — он ткнул в Сибил пальцем, — нет никакого смысла бороться с этим, и знаешь почему? Потому что радикалы и вправду играют честно — достаточно честно, — и если голова у тебя на месте, можно стать одним из них! Никому не заставить умных людей бороться с системой, которая представляется им вполне разумной.
Мику не удалось попасть в ряды элиты, но он не считает себя ни неудачником, ни побеждённым. Он имеет доступ к информационной системе, позволяющей изменить индекс человека или приобрести новый: «Да, конечно, у здешних фараонов и начальничков есть твой индекс. Но ведь цифры — это только цифры, а твоё досье — всего лишь стопка перфокарт. Индекс можно изменить, для этого есть способы… Да, согласен, в Лондоне твоём драгоценном это не так-то просто. <…> Выдать тебя за француженку, или аргентинку, или американскую беженку». Однако отказ от луддитских методов сочетается у Мика со стремлением запустить «Модус» для уничтожения «Гран Наполеона» — французской Машины. Примерно то же относится к таким романным луддитам как капитан Свинг и маркиз Гастингс, — они отрицают не саму Машину, а то, что не допущены к её управлению со всеми привилегиями. Волей авторов эти персонажи вызывают разные эмоции читателя: Мик — «обаятельный негодяй», а капитан Свинг — «злобный дурак». Кажущаяся амбивалентность завязана на вопрос о собственности: Мика интересует уничтожение «репрессивной однородности государственной власти», эта линия «Машины различий» может трактоваться через идеологию фордизма, точнее, постфордизма. То есть Мика не вдохновляет уничтожение индустрии и возврат к ручному производству, но его не устраивает массовая безработица из-за автоматизации и тотальная слежка всех за всеми. Имя «капитан Свинг» не случайно использовалось Гибсоном и Стерлингом, ибо оно отсылает к восстаниям 1830—1831 годов, сопровождаемых поломкой сельскохозяйственных машин, особенно молотилок. Последователи Свинга, в отличие от исторических луддитов, сумели добиться своего и внедрение молотилок прекратилось на весьма длительное время. Романный капитан Свинг не менее Мика Рэдли заинтересован в «Модусе», но его целью является революция. Однако луддиты «Машины…» не имеют (или не озвучивают) никакой альтернативной политической программы; большинство их последователей, описанных в сценах с «Великим зловоением», стремятся к спонтанному выплеску свободы здесь и сейчас, выраженного в деструктивных действиях, это первичный революционный акт как таковой. При этом ни Мик Рэдли, ни Мэллори, ни Олифант — временные обладатели «Модуса» — не имеют понятия о последствиях его применения. По предположению Герберта Сассмэна, Мик и Эгремонт, а также леди Ада (каждый со своей стороны), стремятся уничтожить централизованный банк данных Большой Машины, в пользу так называемой «децентрализованной технологии», то есть допустив до власти пользователей небольших разностных машин.

### Палеонтология
Эдвард Мэллори — главный герой двух «итераций» — палеонтолог по профессии. Достижения и теоретические постулаты этой науки занимают немалое место в романе, вдобавок, авторы перенесли во время его жизни и деятельности — между 1850-ми и 1909 годом — множество достижений их собственной современности и множество отсылок к палеонтологии второй половины XX века. Даже злодей и антагонист Мэллори Фрэнсис Радвик получил фамилию современного историка науки, автора книг по палеонтологии. Волей авторов Мэллори превращается в одного из величайших учёных в мире, который открыл (вместо Вегенера) дрейф материков и стал президентом Королевского общества. Он скончался в момент, когда получил известие об открытии экспедицией Уолкотта «сланцев Бёрджес» неведомых форм жизни, подтверждающих не привычную эволюционную цепочку, а, напротив, массовое вымирание с постепенной дифференциацией немногих уцелевших видов. Обнаруженные существа, в том числе галлюцигения, «не имеют ничего общего ни с одним из известных существ из какого бы то ни было известного периода». Своей смертью Мэллори возвещает пробуждение Машины: «умирает, чтобы родиться».
Палеонтология выступает в романе неявной метафорой эволюционного скачка, в результате которого происходит конвергенция политики и технологии. Машина Бэббиджа способна вычленять порядок даже в величайшем социальном, историческом и эволюционном хаосе, и результатами этого анализа можно пользоваться. Молодой Мэллори был сторонником теории катастроф, но с возрастом становится всё более консервативным. Привезённые из Канады доказательства кембрийского взрыва несовместимы с концепцией дрейфа материков и дарвинистской теорией. Возможным объяснением для Мэллори было бы то, что материки поднялись из недр земной мантии почти единовременно, и все докембрийские отложения погрузились на недоступную глубину. Однако смерть забрала Эдварда в тот момент, «когда он парил, объятый светом чуда — знания».

### Литературоцентризм

#### Альтернативное викторианство
Австралийский поэт и литературовед Эндрю Энстис обращал внимание на литературоцентризм творчества У. Гибсона и его коллеги Б. Стерлинга. «Машина различий» относится к устоявшемуся поджанру западной фантастики — «антиутопическим видениям Диккенса о викторианском Лондоне». В «Машине различий» упоминаются почти все крупнейшие английские романтики, однако они радикально поменяли род деятельности, за исключением Блейка, который, как и в реальности, известен как иллюстратор. Лорд Байрон, не умерший от малярии в Греции, стал бессменным премьер-министром, а его дочь Ада — «королевой вычислительных машин», помощницей Бэббиджа. О судьбе Шелли ходят разные слухи: лидер луддитов не то «умер в тюрьме много лет назад», не то был сослан на остров Святой Елены, где поселился в доме Наполеона и «написал там целые тома трагедий и сонетов». Джон Китс прожил долгую жизнь и сделал карьеру «кинотрописта», то есть создателя пиксельной движущейся анимации на механическом принципе. Напротив, их идейным и эстетическим противникам «озёрной школы» — Кольриджу, Саути и Вордсворту — уготовано изгнание. Когда Байрон пришёл к власти, «озёрные поэты» уехали за океан, осуществив юношескую мечту Кольриджа о фаланстере в Саскуэханне. «Покойный» доктор Кольридж основал также братство Шатокуа. Величайшими английскими поэтами в романе Гибсона и Стерлинга стали Джон Уилсон Крокер (в действительности политик, друг Веллингтона и ненавистник Китса и Теннисона), Уинтроп Макуорд Прейд (поэт-сатирик) и Брайан Уоллер Проктер (юрист, драматург и поэт-песенник, о котором пренебрежительно отзывались Китс и Шелли). Уилки Коллинз стал социальным философом, которого упоминают наравне с Марксом, и который объявил, что «естественный ход исторического развития был насильственно подвергнут ужасающему извращению». Из континентальных литераторов упоминаются только Теофиль Готье, который по сюжету также стал «клакером»: именно он испортил французскую машину «Гран Наполеон», что явилось причиной его смерти; а также Ламартин, являющийся в этой реальности певцом.
Говоря о стилизации викторианской литературы авторами «Машины различий», Герберт Сассмэн отмечал метод «разрешения социальных разногласий в рамках мужского сюжета». Этот метод был в высшей степени свойственен Брэму Стокеру и Райдеру Хаггарду: «агрессивная мужественность» (зачастую не лишённая гомоэротических интенций), выражаемая в «оргазмическом удовольствии от насилия» и воспевании мужских уз как «единственного убежища в бушующем мире», противопоставлялась эрозии классовой гегемонии аристократии и социальному возвышению женщин. Однако это лишь внешняя оболочка, ибо Гибсон, как и в «Нейроманте», возвещает стремление любой системы установить тотальный контроль над обществом, и это бессильны изменить и луддиты, и люди культуры; технику может победить только сама техника. По сути, Гибсон и Стерлинг «кокетливо» (в терминологии Г. Сассмэна) переписали викторианский роман, выдвинув на первый план не личность, а коллективного персонажа, действующего внутри технологической сети, то есть всецело оставаясь в рамках киберпанка. У героев «Машины различий» альтернативная реальной система ценностей: они не стремятся к материальному богатству, повышению классового статуса или обладанию объектом любовного притяжения (это идёт в «фоновом режиме»), напротив, они максимально стремятся познать пределы могущества, которое даёт пользование Машиной, не скатываясь при этом к производственному жанру. Вместо описания производственных процессов Гибсон и Стерлинг используют дискуссии катастрофистов и униформистов, и предлагают альтернативный викторианский роман, и вообще направление развития литературы XIX века, если бы она создавалась в данном мире. Поэтому Г. Сассмэн не считает, что Гибсон и Стерлинг «анахронично опрокидывают киберпанк в прошлое». Напротив, они находятся всецело в поле фантастики XIX века, «очарованной возможностями улучшения человеческого потенциала через использование паромеханических разностных машин». Это преодоление отчуждения человека и машины, противоречащее современной ностальгии по менее механизированному прошлому; в «Машине различий» присутствует ностальгия по героизму Бэббиджа и Брюнеля, радости изобретательства, расширения границ господства человечества.
Американский литературный критик Джей Клейтон отмечал, что альтернативно-исторический жанр выстраивается на намеренных анахронизмах в репрезентируемом мире. Это обеспечивает миметическую функцию: подобного рода тексты ориентированы на аудиторию «посвящённых» (поклонников фантастики), условия приятия у которой довольно строги. Анахронизмы служат для установления эмоционального отклика у читателя и для связывания прошлого и настоящего, так как альтернативная история отталкивается от нужд современности, используя, обычно, неочевидные или замалчиваемые исторические события и персоны. Хорошо выстроенный альтернативно-исторический мир должен казаться читателю заслуживающим доверия исходя из своих собственных реалий. Дж. Клейтон выделял также «пролептические анахронизмы», то есть «будущее, опрокинутое в прошлое», что применительно к роману «Машина различия» описывается в метафоре «взлома прошлого».
Критик В. Владимирский подчёркивал, что социальные конструкции «Машины различий» характерны именно для мышления Б. Стерлинга, во всех произведениях которого представлены «крайние, до предела обострённые позиции». Все герои его романов являются либо маргиналами, которые избегают социальных взаимодействий вне своего круга, либо «элита из элит, блестящие идеологи…, люди, которые дёргают за ниточки», оставаясь при этом в глубокой тени.

#### Претекст: «Сибилла» Бенджамина Дизраэли
Основным претекстом «Машины различий» выступает роман Бенджамина Дизраэли «Сибилла», опубликованный в 1845 году. Социальный роман подводит читателей к идее, что зло промышленной революции и вызываемое ею варварство рабочих и работодателей могут быть искуплены только гуманистическими ценностями просвещённой землевладельческой аристократии. В предисловии Дизраэли писал:

Широкий читатель…, — быть может, и заподозрит писателя в излишней пристрастности: картины, скажет он, несколько утрированы, да и чувства получились немного преувеличенными. По этой причине автор считает своим долгом заявить, что описания эти излагают в основном его личные соображения. Однако он искренне надеется, что обращается за помощью к одним лишь фактам, — и посчитал необходимым умолчать о многих и многих правдах.
Дизраэли был хорошо знаком с деградацией английского общества в промышленных городах английского Севера, поэтому в известном смысле сочувствовал радикалам, ратовавшим за конституционную реформу. Роман «Сибилла» имеет подзаголовок «Два народа», отсылавший к двум социальным полюсам. Сибил Дизраэли, пройдя через множество испытаний, сумела обрести документы, подтверждающие её родовитость, что позволяет ей выйти замуж за джентльмена. В «Машине различий» Сибил тоже обретает богатство и независимость, но программа «Модус» не имеет отношения к её социальной и гендерной роли в викторианском обществе. В романе Дизраэли отец Сибил — Уолтер Джерард — рождён благородным, но в силу ряда обстоятельств, в том числе религиозных, работает ткачом и десятником на фабрике. Джерард и его друг-рабочий Мик Рэдли сочувствуют чартистам. Избалованный дворянин Эгремонт, «родившийся с серебряной ложкой», окончивший Итонский колледж и Оксфордский университет, тоже симпатизирует радикалам, сумев возвыситься над предрассудками своего сословия. При этом его расчётливый брат хочет женить Эгремонта на богатой наследнице, но тот влюбляется в Сибил, интересуется социализмом и поддерживает Хартию в парламенте. Во время разгрома замка Моубрей обнаруживаются документы, подтверждающие, что законным наследником является Джерард, но его убивает брат Эгремонта. Иными словами, перед нами типично викторианский романтический сюжет, а Сибил — «очень традиционный образец викторианской женственности».
Сибил «Машины различий» не похожа на «ангельское создание», зарабатывает на жизнь певицей в кабаре и как высококлассная куртизанка (dollymop), равно и Мик Рэдли из любознательного рабочего-самоучки превращается в «клакера», который смог узнать индекс Сибил и получил доступ к её досье, раскрыв её происхождение. Романтический Эгремонт в «Машине различий» превратился в ренегата, предавшего луддитов и обесчестившего совсем юную Сибил, которая родила от него ребёнка. Эгремонт же предал Джерарда и благодаря его казни начал карьеру, когда стало ясно, что через уничтожение машин не восстановить могущество земельной аристократии. Сибил представляет интерес для Эгремонта и денди Мика, в том числе, и своим классовым происхождением. По сюжету, перебравшись во Францию под фамилией «Турнашон», Сибил стала любовницей Теофиля Готье

## Критическое восприятие

### 1990-е годы
После выхода в свет «Машина различий» неизменно пользуется вниманием критиков и исследователей-литературоведов, вызывая полярно противоположные отзывы. Историк-медиевист и фантастовед Эдуард Джеймс заявил, что главным героем постмодернистского романа является «идея дифференциального вычислителя как героя». Сюжет слишком сложен, чтобы передать его в кратком пересказе, вдобавок, все сюжетные линии сходятся и проясняются лишь в самом финале. Э. Джеймс не без ехидства отметил, что «апостолы киберпанка» Гибсон и Стерлинг обратились к «традиционному упражнению в альтернативной истории», попытавшись замаскировать это понятием стимпанка, «ещё более бессмысленным, чем изначальный киберпанк». Роман в стилевом отношении совершенно традиционен: «никаких рабских попыток стилизовать диалоги под викторианскую выспренность», да и сами попытки передать колорит викторианской эпохи умеряются лихорадочным темпом повествования. По жанру это политический триллер; различия между исторической и альтернативной реальностями значительно меньше, чем в «Империи страха» Стэйблфорда, зато проработка деталей куда глубже, чем в «Да здравствует Трансатлантический туннель! Ура!» Гаррисона. Центральное статистическое бюро с его пирамидальным зданием явно отсылает к Министерству правды Оруэлла и викторианско-египетским стилизациям в центре Лондона. По мнению критика, авторы явно получили огромное удовольствие от написания этой книги, однако читатели вряд ли будут разделять это удовольствие. Критик Энди Миллс назвал «Машину различий» провальной, несмотря на все амбициозные замыслы авторов. Главной причиной неудачи стало то, что писатели приложили много усилий для создания правдоподобного фантастического мира — и упустили сам роман. В итоге Сибил пропадает на несколько глав, Олифанту уделено слишком мало места, а Мэллори — слишком много; вдобавок связи между этими персонажами зачастую неочевидны или вовсе не нужны. «В книге слишком много идей и слишком много деталей, слишком мало связности и слишком много запутанных сюжетов».
Писатель-фантаст Томас Диш в 1991 году охарактеризовал «Машину различий» как текст, выходящий за пределы жанровых рамок. Здесь скрупулёзно воспроизведены «знакомые исторические черты викторианской эпохи», появление в которой паромеханических компьютеров приводит к столь же глубоким историко-культурным переменам, как и в наше время электронных вычислительных машин. «Контрвикторианская эпоха» проработана с «диккенсовской плотностью образных деталей». Волей авторов Томас Гексли остался пропагандистом дарвинизма, но в романной викторианской эпохе его агностицизм — не источник скандалов, а признак респектабельности. Томас Диш отметил необычность композиции романа, в котором сюжетная линия Эдварда Мэллори предстаёт как «нечто, вынесенное за скобки», а линия Олифанта отмечена как «разочаровывающая». Вдобавок, разгадка главной тайны, вокруг которой построен сюжет, «вовсе не потрясает». Однако похвалы удостоился эпилог, названный «эстетическим сюрпризом»: авторы прямо заявили, что вся рассказанная ими история — лишь предлог для раскрытия «кухни» научно-фантастического жанра — построения миров. «Честность этого захватывает дух». По мнению Т. Диша, лучшие образцы фантастической прозы «действуют силой внушения», и в этом отношении использованные авторами «Машины различий» литературные средства весьма эффективны. Писатель Джон Слейдек объявил «Машину различий» интеллектуальным романом, в котором (пусть и с ироническим налётом) рассматриваются проблемы информатики, теории катастроф, ответственности учёного и пределы математического знания. Впрочем, «текст не так хорош, как можно было бы надеяться». Прежде всего, роман перегружен персонажами и побочными линиями, например Сэм Хьюстон не играет никакой роли в развитии сюжета. Финальная глава, распадающаяся на разрозненные фрагменты, истолкована так: «Это может быть попыткой имитации поломки машины Бэббиджа или просто означать, что авторы устали от своего предприятия».
В рецензии журнала «Kirkus Reviews» соавторы Гибсон и Стерлинг названы «тяжеловесами НФ», которым удалась «изысканная и умная филигрань викторианской альтернативной истории», основанная, впрочем, на современной теории хаоса и достижениях новейшей палеонтологии. Рецензент, впрочем, счёл, что послание автора своим читателям «слишком утончённое», и потому массовый читатель вряд ли поймёт глубинную суть повествования, отвлекаясь на многочисленные экстраполяции современного мира в викторианскую действительность. В рецензии лондонской «Таймс» тоже говорилось, что авторы чрезмерно задрали интеллектуальную планку своим читателям. Напротив, медик и писатель Мэтью Ледерман счёл роман развлекательным, а самым искромётным эпизодом счёл, когда проститутка Хетти обсуждает сексуальную жизнь лорда Байрона, его жены и дочери. Не осталась в стороне необходимость «палеонтологической составляющей», так как авторы проводят параллели между вымиранием динозавров и упадком общества. При этом они не справились с контрастом между викторианской выспренностью описаний и диалогов и «мультяшной» манерой действия. Впрочем, бо́льшая часть текста «написана хорошо и даже стильно». Литературовед Кристин Кеньон Джонс (Лондонский университет) отнесла роман к «неоромантизму олдисовского толка», утверждая, что «повествование не особенно искусно», хотя отсылки к поэтам круга Байрона уместны, а переработка их «протонаучных» воззрений придавала тексту атмосферность. Примерно так же оценил роман журналист Том Де Хейвен, утверждая, что замысел изящен, а в тексте достаточно «литературного остроумия».
Канадский критик Джон Клют трижды провозгласил роману здравницу, назвав его «блюдом для королевского пира». Преимущественно его восторги вызвала общая идея альтернативной реальности и стилевые решения. Одной из обманок для читателя является нарочитая небрежность, когда Сибил, историей которой открывается роман, исчезает на триста страниц; примерно то же происходит с ларцом перфокарт, который Мэллори получил от леди Ады. По мнению Дж. Клюта, и тот, и другой эпизоды обозначают все глубинные процессы, происходящие в романе, и бо́льшая часть действия разворачивается за кулисами; описанное на страницах книги только маскирует реальность. При этом в романе много действия и разнообразных «виньеток», и только в финале проницательный читатель осозна́ет, что всё происходящее рассказано Машиной, а «Машина различий» — это набор повествовательных итераций в процессе самоосознания Ока. Этим книга и ограничивается. В тексте нет распаковки смыслов, ибо для этого нужно прямое высказывание и диалог, а диалога, как и спора и переклички персонажей здесь нет. И хотя совершенно понятно, что это всё сделано Гибсоном и Стерлингом намеренно, но «Машина различий» оставляет острое чувство недоработанности и недосказанности. Авторы слишком многое упустили: например, нет никаких упоминаний о Всемирной выставке 1851 года и Хрустальном дворце, который бы отлично подошёл к романной реальности: «грандиозный сюрреалистический центр поклонения богу механизмов в самом сердце викторианской Англии» (даже сам Чарльз Бэббидж написал книгу о выставке). По мысли Дж. Клюта непростительным промахом соавторов стало игнорирование писателя и человека, активного в реальном 1855 году, и, несомненно, «способного понять кошмар Гибсона—Стерлинга и ответить на него человеческим голосом» — Чарльза Диккенса. (В одной из рецензий на «Врата Анубиса» Т. Пауэрса Дж. Клют провозгласил Диккенса родоначальником стимпанка). Диккенс был непревзойдённым знатоком Англии и Лондона, и лучше любого современника ощущал нарождение «ужасных новых сил, преображающих всю Англию», и прозревал смертельные лихорадки, поразившие старый мир. Без Диккенса, или его симулякра, «Машина различий» — книга «блестящая, но самодовольная; оглушающая, но, увы! — немая».
Писатель Роберт Сойер в рецензии для «Globe and Mail» сделал упор на принадлежности «Машины различий» к альтернативно-историческому жанру, точкой бифуркации («шарниром», hinge) в литературной реальности которого стала разностная машина Бэббиджа. Соавторство Гибсона и Стерлинга признаётся «естественным», учитывая тяготение обоих писателей к киберпанку, и при этом писателям выносится благодарность за то, что они не стали «объединять свои таланты для осуществления ещё одной киберпанковской итерации». Получившийся текст ни один из них не смог бы написать поодиночке. Р. Сойер не счёл «Машину…» шедевром НФ-прозы из-за многочисленных изъянов. Во-первых, сюжет, построенный на «разматывании» цепи загадок, не приводит к удовлетворительному разрешению ни одной из них. «Погоня за колодой французских перфокарт» ведёт в никуда, а посредине романа эта сюжетная линия вообще сходит на нет. Личность таинственного «капитана Свинга» так и не раскрывается, хотя он играет чуть ли не ключевую роль в одной из сюжетных линий. Во-вторых, критику не понравился приём вводного изложения каждой «итерации» от всезнающего анонима, возможно, упоминаемого в тексте «Гран Наполеона» — сверхмощного французского вычислителя, выведенного из строя алгоритмом Ады Лавлейс. Это только одно из «упражнений для читателя», щедро оставленных авторами книги. Предполагается, что читатель «Машины различий» хорошо знает викторианскую эпоху и может оценить, где реальность романа расходится с реальной историей. То же касается причудливой смеси персонажей, где Сибилла и денди Мик заимствованы из романа Дизраэли, а сам Дизраэли так и остался «никчёмным писакой». Ещё более насыщенным является интеллектуальный фон романа, полный конкретных вопросов палеонтологии, споров геологических школ униформистов и катастрофистов, упоминания «Манхэттенской коммуны» Карла Маркса, японской женщины-робота, и множества другого. На этом фоне контрастом выступает крайне скудный и притом запутанный сюжет, полный лишних деталей. Историю сексуального похода Мэллори Р. Сойер характеризует как «рассказ из Penthouse XIX века». Не оценил критик и финальную главу, полагая, что «случайные исторические заметки и зрзац газетных вырезок» уместнее было бы вплести в основное повествование. Главным достоинством романа остаётся глубина изображения, требующая полной самоотдачи читателя.
В рецензии Джона Каппио (The New York Review of Science Fiction) подчёркивается, что роман сбивает с толку, ибо книга, вышедшая под фамилиями Гибсона и Стерлинга, лишена атрибутов жанра киберпанка. Стилистически роман цельный, не похож на произведения, опубликованные Гибсоном и Стерлингом по одиночке (за исключением финального «Модуса»), и вызывает желание «поиграть в кто-это-написал?» При этом, в отличие от вещей Пауэрса или Блейлока, «Машина различий» в последнюю очередь предназначена для развлечения читателей, представляя собою грандиозный мысленный эксперимент о последствиях информационной революции в викторианском обществе, спровоцированных ею материальных, технологических и социальных потрясениях. Соавторы и не могли решать свою задачу вне альтернативно-исторического жанра с изобилием конкретных деталей. В отличие от Дж. Клюта, Каппио отмечал, что Гибсону и Стерлингу удалось добиться диккенсовского масштаба в повествовании, а неупоминание Диккенса — признак скромности соавторов, а не свидетельство невежества или нежелания назвать источник вдохновения. Альтернативная реальность «Машины различий» противопоставлена как реальной викторианской эпохе, так и текущей реальности соавторов. Мир выстраивается из многочисленных деталей, подобно тому, как делал Гибсон в своей трилогии о киберпространстве; жанр альтернативной истории требует, как минимум эрудиции, и соавторы не скупились на неё, используя сленг девятнадцатого века, особенно в самом начале повествования. Напротив, связь романного мира с реальностью конца XX века неочевидна. В основном это подано в виде авторских шуточек. Когда Дизраэли жалуется на свою пишущую машинку, это явно вызывает ассоциации с затруднениями писателей и журналистов, вынужденных переходить с машинки на текстовый редактор в год написания романа. Реально существовавший Лоренс Олифант знакомит главного героя с группой комичных японцев, демонстрирующих англичанам собственные разработки в области роботостроения. Ещё более очевидно описание Центрального статистического бюро: именно Олифант придумал идею отслеживать каждую коммерческую транзакцию каждого британца, и британское правительство использует информационные технологии для слежки и контроля. Финал книги с трудной для понимания сценой, в которой леди Ада созерцает в зеркале фантасмагорию 1991 года, выворачивает наизнанку всё действо. Именно так становится понятно, что Модус-Нарратрон является истинным рассказчиком и единственным действующим лицом, а ведь предыдущие четыреста страниц читатель полагал, что речь шла о сравнении двух реальностей. Теперь выяснятся, что Модус обрёл самосознание, и история человечества являлась всего лишь подготовительным этапом для его существования. Так выясняется, что структура книги закручена как Уроборос (последовательность итераций приводит к финальному «Я!») и, в общем, идентична композиции «Нейроманта»: персонажи-люди могут быть сколь угодно неубедительными, ибо речь идёт о становлении компьютерного разума. Эта литературная стратегия охарактеризована как рискованная, ибо требует, чтобы читатель позволил «книге понять, как же её читать». Читатель, проделавший эту операцию, будет вознаграждён сторицей, даже если содержание будет превышать его, читателя, интеллектуальные возможности.
Критик Роджер Уэддал отмечал, что Уильям Гибсон и Брюс Стерлинг предприняли эксперимент по работе в соавторстве, вероятно, откликаясь на потребу рынка и публики. В результате им удалось написать роман в жанре киберпанка, действие которого, однако, разворачивается в XIX веке, но несёт все жанровые черты: грязь и мрачность, высокие технологии и уличный бандитизм. Впрочем, для обычного читателя, а не поклонника Гибсона и Стерлинга, этого вряд ли будет достаточно. Авторы придумали любопытный альтернативный мир и им хватило такта, чтобы не отвлекаться на разъяснения различий с нашей реальностью, «жаль, что к концу романа эта достойная восхищения сдержанность забывается». В итоге в финальном «Модусе» роман разваливается, несмотря на то, что между соавторами, очевидно, не наблюдается конфликта в управлении сюжетом. Проблема гораздо глубже: Гибсону и Стерлингу так и не удалось превратить в роман серию зарисовок о несуществовавшей викторианской эпохе, но читателя постоянно призывают относиться к ней именно как к роману. Начало первой итерации названо «неуклюжим», хотя проницательный читатель и поймёт, что главная интрига в том, что рассказчиком выступает машина. Каждая итерация завершается так же банально, как и начинается, что не отменяет высокого качества некоторых эпизодов, например, посвящённых прогрессивной эволюции искусственного интеллекта, но они ничего не добавляют к книге и не делают её интереснее. Персонажи столь же неравноценны и неоднозначны. Дорогая «куколка» Сибил выписана достаточно хорошо, чтобы возбуждать сопереживание; это сильная личность со своими слабостями, и ей предстоит решать, оставить ли свою профессию во имя совершенно неопределённого шанса на лучшее будущее? Прочие персонажи одномерны и представлены через некую характеризующую черту или набор черт: отстранённая и наивная леди Ада; невозмутимый и неуклюжий джентльмен Мэллори; закалённый боями детектив, и прочие. Критик завершил свой разбор следующим образом: «постарайтесь не жалеть, что весь роман не посвящён судьбе Сибил Джерард, и возьмите его в библиотеке, но не покупайте».
Рецензент немецкого перевода М. Матцер отмечал «диккенсовские» интенции жанра стимпанка, так же, как в произведениях Тима Пауэрса и Джеймса Блейлока. Он в особенности акцентировал внешнеполитические аспекты романного мира, в котором викторианская Англия борется с Францией Луи-Наполеона, а Карл Маркс провозгласил на Манхэттене коммуну («основать её в оплоте капитализма — вот настоящий подвиг»). Великобритания показана в антиутопическом ключе, причём Гибсон («ранее заслуживший репутацию моралиста») вместе со Стерлингом последовательно разрушает миф «о спасительном правлении компьютеров». Питер Тилман в рецензии на издание 2003 года отказался считать «Машину различий» романом, так как это исследование альтернативного мира, сочетающее «изобретательность дикаря Стерлинга с задумчивыми персонажами Гибсона», в форме взаимосвязанных рассказов и отдельных эпизодов. В каком-то смысле это слепок с реальности, и, как в жизни, сюжеты обрываются, загадки не отгадываются, а персонажи исчезают. Впрочем, П. Тилман утверждал, что не верит в масштабы переворота, описанного в романе, даже если бы Бэббидж добился успеха: быстродействие его механического дифференциатора в тысячу раз меньше, чем у первых ламповых компьютеров 1940-х годов.

### XXI век
Переиздания романа (в том числе юбилейное к 20-летию первоиздания) продолжали вызывать интерес критиков и читателей. Писатель Кори Доктороу в предисловии к юбилейному изданию 2011 года заявил, что «Машина различий» — самый пророческий роман Стерлинга и Гибсона, который при этом не имеет отношения к стимпанку как таковому. Главное новаторство этого текста в том, что она предвосхитила «литературный стиль в стиле Google», который позволяет любую плотность отсылок и ярких деталей, заимствованных из самых малоизвестных источников. Эталонный роман в жанре стимпанка был создан кустарно-ремесленным («артизанским») путём, характерным для стимпанковской субкультуры: из выписок, сделанных в библиотеке Остинского университета, лишённой всякой поисковой системы. «Браво, господа». Писатель и блогер Д. Дж. Кокберн в 2016 году охарактеризовал роман как многоплановое повествование, полное веселья («мне особенно понравился описанный конфликт между Фридрихом Энгельсом, ведущим промышленником Великобритании, и Карлом Марксом, основателем Манхэттенской коммуны»), содержащее элементы политического и технотриллера. Для романа 1990 года описание вычислительных мощностей, используемых для слежки за обычными гражданами, — это «пугающее пророчество». Согласно обозревателю журнала «Мир фантастики» Борису Невскому, «„Машина различий“ — манифест стимпанка, имевший для него такое же значение, как „Нейромант“ Гибсона для киберпанка. <…> В итоге киберпанк давно мёртв, зато стимпанк отлично себя чувствует».
Писатель, критик и составитель антологий Джефф Вандермеер в справочнике по субкультуре стимпанка заявлял, что «Машина различий» является знаковым и наиболее цитируемым в этой субкультуре литературным произведением, известным даже тем его представителям, которые вообще ничего не читают. В то же время Дж. Вандермеер не отрицал, что в жанровом отношении роман Стерлинга и Гибсона относится к «историческому киберпанку» и, отчасти, стал данью памяти «эдисоновским прото-фантастическим романам» XIX века, хотя «начисто лишён ностальгии по империи и викторианству». Не связан этот роман и с предшествующими произведениями, разве только общей ситуацией, когда писатель-американец берётся за британскую тему. В формировании и жанра, и субкультуры после «Машины различий» наступил провал примерно до начала XXI века.
Обозреватели электронного фэнзина Big Sky Карлос Феррейра, Говард Миттельмарк и Дж. Кили отмечали, что современные им представители стимпанковского жанра резко отличаются от «Машины различий». По мнению К. Феррейры, роман затянут и тяжело читается, персонажи не отличаются глубиной психологической проработки и не вызывают сопереживания. Тем не менее, ценность данного текста хотя бы в том, что это одно из лучших художественных исследований воздействия быстрых технологических изменений на общество. Говард Миттельмарк сравнивал роман с «изысканно сложной филигранью», и предполагал, что обыкновенный читатель поймёт некоторые детали и намёки, но сути книги не поймёт. Дж. Кили отмечал, что ему пришлось взяться за более глубокое изучение викторианской эпохи, прежде чем взяться за «Машину различий» (он считал важным понимать контекст и считывать смыслы). Оказалось, что родоначальники жанра стимпанка «были одержимы точными сведениями и отсылками» к эпохе, но не ставили целью реконструировать прошлое. Более того, игра с реальностью совершенно не обязательна для сюжета, в результате чего получившаяся книга более похожа на интеллектуальное упражнение своих авторов, нежели цельное повествование. Тем не менее, для «Машины различий» характерно стремление к правдоподобию, реализму и историчности; это определило отсутствие финала и несвязанность между собой трёх сюжетных пластов. Стремление к правдоподобию привело к тому, что повествование распадается и читатель чувствует бессмысленность своего занятия. «Поэтому мы должны спросить: где провести черту? Когда детали и намёки просто превращают историю в тягомотину? Когда внезапное исчезновение персонажей делает историю неполной?» Кили пришёл к выводу, что авторы сознательно использовали следующую стратегию: когда потенциальный читатель понял нечто, что нуждалось в прямом объяснении, любая деталь, которая прямо не работает на сюжет и лепку характеров, формирование настроения, безжалостно элиминируется. Персонажи исчезают тогда, когда их роль выполнена. Каждый сюжетный пласт, таким образом, не закончен, между их сочленениями зияют дыры, но вместе получается нечто более или менее целостное: «все персонажи осязаемы, все страдают, все стремятся к освобождению». Длинная эротическая сцена явно отсылает и к полуподпольным викторианским публикациям; дух плоти явно служит намерению вернуть читателя на землю, «к неловкому моменту узнавания, мимолётному аромату, нашёптывающему нежеланное memento mori». В целом книгу можно назвать безупречной как изложение концепции и попытку реализовать её через персонажей. Даже отсутствие связности Дж. Кили назвал «очаровательным», но чаще утомительным.
Обозреватель «Amazing Stories» Матт Митрович утверждал, что знакомство с жанром следует начинать именно с «Машины различий», «и я корю себя, что так долго оттягивал её прочтение». Критик отмечает удачную стилизацию не только языка, но и психологии персонажей: тот же Мэллори разделяет все предрассудки своего времени, отстаивает теории слишком короткого геологического возраста Земли, и при этом не видит никаких проблем в посещении проститутки, хотя рассуждает о новой социальной роли женщин. Машинные индексы, позволяющие «стереть» личность, не ликвидировали фанатизма, когда на смену церковникам пришли агностики. В романе представлено «богатое и образное» исследование возможностей и ловушек, которые несут передовые технологии. Главный редактор журнала «Dark Matter» Найлини Хейнс рекомендовала роман как почитателям жанра стимпанка, так и исследователям этого направления литературы. Сам роман характеризуется одновременно как «творческий», так и развлекательный, особенно в плане органичного сплава реалий XX века (включая «Большого Брата») и викторианской эпохи. Впрочем, в литературном отношении текст неровный, один автор явно писал только нечётные главы, а второй — чётные, и, несмотря на редактирование текста, это не слишком органичное соединение. Более плавное действие и интересные персонажи присутствуют в нечётных главах. Н. Хейнс весьма низко оценила объёмный фрагмент четвёртой «итерации», посвящённый визиту Мэллори к проститутке; данная сцена не служит никакой иной цели, кроме как обеспечить слабую связь между линией Мэллори и Сибиллы из первой главы. Финальная глава, вероятно, представляет собой попытку выразить средствами литературы постмодернистскую философию.
Критик Василий Владимирский причислял роман к «классике дурашливого стимпанка». В другой рецензии он отмечал: «Несмотря на всю квазиреволюционную риторику, Гибсону со Стерлингом недостаёт запала, чтобы сделать этот последний логический шаг. Ну что возьмёшь с мелкой буржуазии эпохи IBM, не хватает им благородного безумия Чайны Мьевиля, чтобы быть реалистами и требовать невозможного…». Тем не менее в 2024 году В. Владимирский подчёркивал, что именно У. Гибсон и Б. Стерлинг, а не Дж. Блейлок и Т. Пауэрс определили границы стимпанковского субжанра и наметили основные векторы его развития. Борис Невский выделял красочные детали придуманной реальности — это составляет самую сильную сторону романа, мировая панорама получилась у авторов полифоничной и широкомасштабной. Соответственно, форма преобладает над содержанием, а сюжет получился «не очень сильным», так как у авторов явно не оказалось «внятной основной идеи». Стерлинг и Гибсон, очевидно, «забавлялись», чисто механически перенося мотивы и символы киберпанка в реалии викторианской Англии. На выходе осталась «довольно заурядная авантюрная история с элементами детектива».
Подобные впечатления возникали у обычных читателей. Так, в обзоре на сайте «The Book Smugglers» роман характеризуется как «квинтэссенция стимпанковского жанра», обязательная для прочтения. Однако автор обзора (Ана Грило) предупреждает, что если читатель вообще не имеет представления о месте и обстоятельствах действия, то он бросит книгу или будет «тянуться в Википедию каждые пару страниц (как это было со мной)». И далее: «бо́льшую часть романа мне было скучно до безумия, и у меня не возникло никакой эмоциональной связи ни с одним из персонажей»; наиболее интересными показались Сибил и Олифант, причём посвящённые им главы были явно созданы другим писателем, нежели «тягучие» главы о Мэллори. Книжные блогеры также называли роман переоценённым, а его сюжет рыхлым и не складывающимся ни в какое единство.

## Издания и переводы
По данным базы Internet Speculative Fiction Database, роман неоднократно переиздавался на английском языке в Великобритании и США, переводился на японский (1991, 2008), немецкий (1992), голландский (1992), итальянский (1992), французский (1996), румынский (1998), русский (2002), венгерский (2005), испанский (2006) и португальский (2012) языки.
Роман номинировался на ряд престижных литературных премий, в том числе премию Британской ассоциации научной фантастики, премию «Небьюла» и премию Джона Кэмпбелла, не получив ни одной награды.
- The Difference Engine / by William Gibson and Bruce Sterling. — London : Gollanczc, 1990. — 383 p. — ISBN 0-575-04762-3.
- The Difference Engine : 20th anniversary ed / by William Gibson and Bruce Sterling; Introduction by Cory Doctorow. — New York : Spectra, an imprint of The Random House Publishing Group, a division of Random House, Inc, 2011. — xi, 492 p. — ISBN 978-0-345-53258-9.
- Машина различий / Уильям Гибсон, Брюс Стерлинг; Пер. с англ. М. Пчелинцева; [Примечания А. Гузмана, М. Пчелинцева]. — Екатеринбург : У-Фактория, 2002. — 592 с. — (Киберtime). — 10 000 экз. — ISBN 5-94799-015-6.
- Машина различий / Уильям Гибсон, Брюс Стерлинг; [пер. с англ. М. Пчелинцева]. — М.: Иностранка, 2014. — 445, [2] с. — (Иностранная литература. Современная классика). — 3000 экз. — ISBN 978-5-389-08318-9.
- Машина различий / Уильям Гибсон, Брюс Стерлинг; [пер. с англ. М. Пчелинцева]. — СПб.: Азбука, 2018. — 539, [2] с. — (Мир фантастики). — 3000 экз. — ISBN 978-5-389-15310-3.
- Машина различий / Уильям Гибсон, Брюс Стерлинг; перевод с английского Михаила Пчелинцева. — СПб.: Азбука : Азбука-Аттикус, 2023. — 540, [2] с. — (Фантастика и фэнтези : ФФ. Большие книги). — 3000 экз. — ISBN 978-5-389-23683-7.

### Комментарии
1. ↑  Согласно Элизабет Краус, Олифант — единственный персонаж, который интуитивно понимает, что он всего лишь порождение компьютерного интеллекта. При этом в романной реальности именно Лоренс Олифант предложил идею Ока, то есть слежки за всеми подданными и присвоения им идентификационного индекса[14].
2. ↑  В терминологии романа звукоподражание «клакер» обозначает профессию программиста-оператора разностных машин и хакера[40].
3. ↑  Как поясняет Джеффри Уинтроп-Янг, «Модус» — это компьютерная программа, реализующая гёделевскую автореференцию: Разностная Машина начинает анализировать случайности собственного возникновения, что в финале приводит к самоосознанию[53].
4. ↑  Американский литературный критик Джей Клейтон[англ.] был недоволен «бурными восторгами» по адресу романа, полагая, что обозреватели игнорировали многочисленные недостатки, включая жёноненавистический посыл, низводящий героинь до сексуальных объектов (что является обыденным для технотриллера) и сильно затянутую сюжетную линию Мэллори, которая превращается в «стандартную приключенческую перестрелку»[79].

### Рецензии
- Book Review: «The Difference Engine», by William Gibson and Bruce Sterling (англ.). Airship Flamel (11 марта 2016). Дата обращения: 2 июля 2024.
- Cappio J. The Difference Engine by William Gibson and Bruce Sterling :  [англ.] // The New York Review Of Science Fiction. — 1991. — № 34 (June). — P. 5—7.
- Clute J. Vive? :  [англ.] // Interzone : Science Fiction and Fantasy. — 1991. — № 43 (January). — P. 65—66. — ISSN 0264-3596.
- Cockburn D. J. Fiction Review: The Difference Engine by William Gibson and Bruce Sterling (англ.). Cockburn's Eclectics (13 января 2016). Дата обращения: 2 июля 2024.
- The Difference Engine by William Gibson and Bruce Sterling (англ.). Kirkus Reviews (4 марта 1990). Дата обращения: 2 июля 2024.
- The Difference Engine by William Gibson and Bruce Sterling (1990) (англ.). Books and boots. Дата обращения: 2 июля 2024.
- Disch T. Queen Victoria's Computers // The New York Times. — 1991. — 10 марта.
- James E. Book Review: [The Difference Engine] // Vector : The Critical Joural of the British Science Fiction Association. — 1990. — № 158. — P. 13. — ISSN 0505-1448.
- Kara Babcock. The Difference Engine by William Gibson (англ.). Kara Reviews (10 июля 2011). Дата обращения: 2 июля 2024.
- Kraus E. Gibson and Sterling's Alternative History: The Difference Engine as Radical Rewriting of Disraeli's Sybil (англ.). Node (1997). Дата обращения: 2 июля 2024. Архивировано 14 февраля 2002 года.
- Haynes N. Difference Engine by William Gibson and Bruce Sterling (англ.). Dark Matter Zine (22 апреля 2011). Дата обращения: 2 июля 2024.
- Lederman M. Book Review: [The Difference Engine by William Gibson and Bruce Sterling] // ACM Ada letters. — 1992. — Vol. XII, no. 4. — P. 42.
- Luciani M. The Difference Engine by William Gibson and Bruce Sterling (англ.). NetMassimo Blog (23 декабря 2013).
- Matzer M. William Gibson; Bruce Sterling. Die Differenz-Maschine (нем.). carpe librum (1999). Дата обращения: 2 июля 2024.
- Mills A. Reviews: [William Gibson and Bruce Sterling — THE DIFFERENCE ENGINE] // Paperback Inferno : The Review of paperback SF. A British Science Fiction Association magazine. — 1991. — № 92. — P. 7. — ISSN 0260-0595.
- Mitrovich M. Review on: The Difference Engine by William Gibson and Bruce Sterling (англ.). Amazing Stories (13 апреля 2013).
- Sawyer R. J. Book Review : [The Difference Engine] (англ.). This review was first published in The Globe and Mail, Canada's National Newspaper in April 1991. Science Fiction Writer Robert J. Sawyer. Дата обращения: 2 июля 2024.
- Sladek J. A Byte Out of Time: The Difference Engine (англ.). Los Angeles Times. Дата обращения: 1 января 2015. Архивировано 1 августа 2015 года.
- Steampunk Week — Book Review (англ.). Title: The Difference Engine. Author: William Gibson and Bruce Sterling. Genre: Science Fiction / Steampunk. The Book Smugglers (11 марта 2010). Дата обращения: 2 июля 2024.
- Tillman P. D. The Difference Engine by William Gibson and Bruce Sterling (англ.). infinity plus (8 мая 2003). Дата обращения: 2 июля 2024.
- Tom De Haven. The Difference Engine. (англ.). Entertainment Weekly. Дата обращения: 2 июля 2024. Архивировано 21 апреля 2009 года.
- Weddall R. Too Different by Half :  [англ.] // SF Commentary. — 1992. — № 71/72 (April).
- vvladimirsky. Рецензия на книгу «Машина различий» Уильяма Гибсона и Брюса Стерлинга и антологию «Зеркальные очки» под редакцией Брюса Стерлинга. Лаборатория фантастики (18 декабря 2015). Дата обращения: 2 июля 2024.
- Владимирский В. Уильям Гибсон, Брюс Стерлинг. Машина различий // Мир фантастики. — 2011. — Т. 94, № 6 (июнь). — С. 48.
- Невский Б. Уильям Гибсон, Брюс Стерлинг. Машина различий // Мир фантастики. — 2018. — Вып. Спецвыпуск №1. 100 главных фантастических книг (май). — С. 47.

### Монографии и статьи
- Bredehoft T. A. The Gibson Continuum: Cyberspace and Gibson's Mervyn Kihn Stories // Science Fiction Studies. — 1995. — Vol. 22, no. 2. — P. 252—263. — JSTOR 4240429.
- Clayton J. Hacking the Nineteenth Century // Victorian afterlife : postmodern culture rewrites the nineteenth century / Ed. by John Kucich and Dianne F. Sadoff. — Minneapolis, London : University of Minnesota Press, 2000. — P. 186—210. — xxx, 344 p. — ISBN 0-8166-3323-1.
- Dyer-Witheford N. Cyber-Marx: Cycles and Circuits of Struggle in High Technology Capitalism. — Urbana, IL : University of Illinois Press, 1999. — v, 592 p.
- Enstice A. Writing Between Cultures: The Difference Engine // Canada-Australia : towards a second century of partnership / Edited by Kate Burridge, Lois Foster Gerry Turcotte. — Carleton University Press; International Council for Canadian Studies, 1997. — P. 453—462. — viii, 494 p. — Papers from the Association for Canadian Studies in Australia and New Zealand (ACSANZ) 1995 conference held at La Trobe University in Melbourne, Australia. — ISBN 0-88629-328-6.
- Jones C. K. SF and Romantic Biofictions: Aldiss, Gibson, Sterling, Powers :  [англ.] // Science Fiction Studies. — 1997. — Vol. 24, no. 2 (March). — P. 47—56. — JSTOR 4240575.
- Kirschenbaum M. G. Track changes : a literary history of word processing. — Cambridge, Massachusetts : The Belknap Press of Harvard University Press, 2016. — xviii, 366 p. — ISBN 9780674417076.
- McHale B. Difference Engines // ANQ: A Quarterly Journal of Short Articles, Notes and Reviews. — 1992. — Vol. 5, no. 4. — P. 220–223. — doi:10.1080/0895769x.1992.10542775.
- Rose M. Extraordinary Pasts: Steampunk as a Mode of Historical Representation // Journal of the Fantastic in the Arts. — 2009. — Vol. 20, no. 3 (77). — P. 319—333. — JSTOR 24352357.
- Spencer N. Rethinking Ambivalence: Technopolitics and the Luddites in William Gibson and BruceSterling’s «The Difference Engine» // Contemporary Literature. — 1999. — Vol. 40, no. 3. — P. 403—429. — JSTOR 1208884.
- Sussman H. Cyberpunk Meets Charles Babbage: «The Difference Engine» as Alternative Victorian History // Victorian Studies. — 1994. — Vol. 38, no. 1. — P. 1—23. — JSTOR 4618879.
- Understanding William Gibson / Ed. by Gerald Alva Miller, Jr.. — Columbia, South Carolina : The University of South Carolina Press, 2016. — xii, 155 p. — ISBN 978-1-61117-633-9.
- VanderMeer J. The steampunk bible: an illustrated guide to the world of imaginary airships, corsets and goggles, mad scientists, and strange literature / by Jeff VanderMeer with S. J. Chambers. — New York : Abrams Image, 2011. — 224 p. — Contributions from Desirina Boskovich, Libby Bulloff, G. D. Falksen, Rick Klaw, Jess Nevins, Jake von Slatt, Bruce Sterling, and Catherynne M. Valente. — ISBN 978-0-8109-8958-0.
- William Gibson and the Futures of Contemporary Culture / edited by Mitch R. Murray and Mathias Nilges. — Iowa City : University of Iowa Press, 2021. — xxi, 266 p. — (The New American Canon: The Iowa Series in Contemporary Literature and Culture). — ISBN 9781609387488.
- Wegner P. E. The Last Bomb: Historicizing History in Terry Bisson's Fire on the Mountain and Gibson and Sterling's The Difference Engine // The Comparatist. — 1999. — Vol. 23. — P. 141—151. — doi:10.1353/com.1999.0000.
- Winthrop-Young G. Paläontologische Kontingenzen, Konvergenzen und Katastrophen in The Difference Engine // Staunen — Rechnen — Rätseln. Explorationen des Medialen :  [нем.] / Vera Bachmann, Michael Fleig, Christiane Heibach, Solveig Ottmann, Silke Roesler-Keilholz (Hg.). — Bielefeld : Transcript Verlag, 2023. — S. 79—92. — 335 S. — (Edition Medienwissenschaft, 88). — ISBN 978-3-8376-6262-7.
- Владимирский В. В погоне за духом времени. Вселенная Брюса Стерлинга // Мир фантастики. — 2024. — № 4 (245) (апрель). — С. 37—41.
- Дизраэли Б. Сибилла = Sybil : [роман] / Пер. с англ. А. А. Фридмана; изд. подгот. И. И. Чекалов [и др.]. — М. : Ладомир; Наука, 2015. — 833 с. — (Литературные памятники). — 72 л. иллюстраций. — 1000 экз. — ISBN 978-5-86218-533-1.
- Маркова М. В. Жанровая «машина различий»: парадоксы сочетания стимпанка, сказки и фэнтези в пересказе «Рапунцель» // Шаги/Steps. — 2020. — Т. 6, № 3. — С. 269–277. — doi:10.22394/2412-9410-2020-6-3-269-277.
- Скороходько Ю. С. Стимпанк как явление современной литературы // Вестник Нижегородского университета им. Н. И. Лобачевского. — 2015. — № 2(2). — С. 223—229.